# Morgan O'Neill
Pour les articles homonymes, voir O'Neill.
Morgan O'Neill, né le 19 avril 1973 , est un réalisateur, acteur, scénariste et producteur australien. Il a notamment participé à la saga Crocodile Dundee.

## Filmographie
- 1999 : Brigade des mers
- 1999 : All Saints (TV)
- 2001 : Playing Hard to Get (TV)
- 2001 : Crocodile Dundee 3
- 2001 : Neophytes and Neon Lights
- 2002 : Late Night Shopper
- 2003 : Edge of Realty
- 2003 : Subterano
- 2003 : Bons baisers d'Australie
- 2003 : Car Park
- 2005 : Little Oberon (TV)
- 2005 : Supernova (TV)
- 2006 : Solo (en)
- 2007 : Joanne Lees (TV)
- 2007 : Sea Patrol (TV)
- 2011 : 48 Heures chrono, le Collectioneur (The Factory)
- 2013 : Drift